# Lifuka
Lifuka (también conocida como Pangai) es un distrito de la división administrativa de Ha'apai, en Tonga. Su capital es Pangai, también capital de la dividión administrativa. Tiene una población de 2.177 habitantes en 2021. 

## Geografía
Lifuka es una isla baja con una superficie total de 11,42 km². No tiene bosques naturales ya que la tierra está cultivada con plantaciones de taro, árboles fruteros y cocoteros. La costa occidental está plagada de playas.
La villa principal es Pangai, situada en el medio de la costa occidental, donde reside el gobernador del Grupo Ha'apai (también denominado Grupo Gálvez). Tiene diversos edificios de servicios públicos, iglesias y misiones.

### Islas del grupo Ha'apai/Gálvez
Las islas que se encuentran alrededor de Lifuka forman un subgrupo de islas dentro del propio grupo. Se extienden de norte a sur en un área de 65 km de largo y 35 km de ancho. Cinco de las islas están unidas por los mismos arrecifes de coral. Desde Lifuka se puede acceder caminando a Foa, al norte, por un paso elevado y a Uoleva, al sur, con la marea baja.
- 'Uiha es la más meridional del grupo. Tiene 4 km de largo en sentido norte-sur. Tiene 757 habitantes. Se encuentran antiguas tumbas reales y el monumento megalítico Makahokovalu.
- Tatafa, de 27 metros de altitud, se encuentra en el extremo noroeste de ‘Uiha. Está deshabitada.
- Uoleva es la isla más meridional de una cadena de islas conectadas por arrecifes. Está deshabitada.
- Lifuka está a 1,1 km al nordeste de Uoleva.
- Foa está 640 metros al noreste de Lifuka. Es una isla baja y boscosa, de 6 km de largo. Tiene 1.434 habitantes.
- Nukunamu es una isla baja y boscosa de 15,2 m de altitud situada cerca del extremo septentrional de Foa. Está deshabitada y es propiedad privada del rey.
- Ha'ano es la más septentrional del grupo de arrecifes, situada a 1,3 km al norte de Nukunamu. Tiene 588 habitantes repartidos en cuatro villas.
- Fotuha'a está a 14,5 km al norte de Kotu, en la parte occidental del grupo. La costa tiene una altitud de 24 a 27 metros. Tiene 138 habitantes.
- Lofanga es una isla baja y boscosa. Tiene 186 habitantes.
- Ofolanga es la isla más septentrional del grupo Ha'apai, a 14,5 km al noroeste de Ha‘ano. Está deshabitada.
- Mo'unga'one está a 3,7 km al suroeste de Ofolanga, separada por un profundo canal. Tiene 185 habitantes.

## Historia
En Lifuka se encuentra el yacimiento lapita de Tongoleleka, en la villa Hihifo, donde se han encontrado cerámicas de hace 3000 años.
El primer europeo que llegó a Lifuka fue el inglés James Cook en 1777. Transcribía el nombre como Lefooga, y así se escribió durante años en inglés. Fue recibido por el jefe Finau I, quien le ofreció banquetes y fiestas durante once semanas. El capitán Cook se fue satisfecho nombrando al grupo como islas de los Amigos (Friendly Islands), pero años después se supo que los jefes de Lifuka le estaban preparando una trampa para hacerse con el barco. Las divergencias de última hora sobre la táctica a seguir frustró el intento.
En 1806, el sucesor de Finau, Finau II capturó y saqueó la nave inglesa Port au Prince. Entre los supervivientes se encontraba el joven de quince años William Mariner que estuvo cuatro años en Lifuka como consejero de Finau II. Sus escritos son un clásico para el conocimiento de la antigua sociedad polinesia. Entre otras coses explica como malgastaron 12.000 monedas de plata como fichas para jugar a pa'anga. Se trata del juego de tirarlas sobre la superficie del agua para ver como rebotan. Hoy en día la moneda oficial de Tonga se llama de esta misma manera.
En 1831 la población se convirtió al cristianismo con la llegada del misionero metodista John Thomas y con el apoyo del jefe Taufa'ahau. Se convirtió en un líder de la causa cristiana, unificando las islas Tonga, y acabó adquiriendo el título de rey fundando la dinastía real actual de la Tonga moderna.